# CKOI
Ne doit pas être confondu avec CKOI-FM.

Ancien logo de CKOI

CKOI est la marque d'un ancien réseau québécois de stations de radio commerciales. Elle identifie aukourd'hui une station opérée par Cogeco Média.
CKOI diffuse des hits dans un format top 40, autant du francophone que de l'anglophone, autant de n'importe quel style musical.

## Station du réseau
| Station | Fréquence | Ville    |
| ------- | --------- | -------- |
| CKOI-FM | 96,9      | Montréal |

## Historique

### Premier réseau CKOI
Une première tentative de création du réseau CKOI remonte à l'automne 2001 lorsque la société mère de CKOI-FM, Corus Québec, acheta Métromédia CMR Inc. qui était propriétaire des stations CJDM-FM à Drummondville et CIKI-FM à Rimouski qui étaient alors affiliées au réseau Énergie. Les deux stations ont adopté l'image sonore de CKOI mais ont conservé leurs lettres d'appel en ondes ainsi que la programmation locale. Certaines émissions spéciales (comme les artistes invités au studio-théâtre CKOI) étaient alors diffusés en réseau.
En juin 2005, Astral Media et Corus Québec sont venus à une entente d'échange de stations, CJDM et CIKI ont été revendues à Astral Media qui ont réintégré leur image Énergie à l'automne.

### Deuxième réseau CKOI
Corus Québec détenait déjà la station CFEL-FM de Montmagny depuis 2000, a alors déplacé l'antenne et la station dans la ville de Québec à la fin de l'année 2008.
Pendant ce temps, Corus Québec a acheté la station CIGR-FM Génération Rock à Sherbrooke au mois de janvier 2008 et a changé ses lettres d'appel pour CKOY-FM, en adaptant le logo de CKOI en changeant le I pour le Y.
Le 6 novembre 2009, avec l'ajout de l'affiliation de la station CFEL-FM au réseau CKOI, les trois stations ont alors adopté les lettres CKOI. Contrairement aux réseaux existants de son compétiteur tel que NRJ et Rock Détente, les stations du réseau CKOI conservent une bonne majorité de leur programmation locale.
Le 30 avril 2010, Cogeco a annoncé l'achat des stations de Corus Québec pour 80$ millions, transaction qui fut approuvée par le CRTC le 17 décembre 2010. Cogeco a pris le contrôle des stations CKOI ainsi que des stations de radio de Corus Québec le 1er février 2011.
À cette date, les stations CHLT-FM 107,7 (Souvenirs Garantis) et CKOY-FM 104,5 (CKOI) de Sherbrooke échangent d'affiliation, le 104,5 étant maintenant contrôlé par un fiduciaire. Le nouveau CKOY-FM 107,7 conserve les émissions parlées matinales et de soirée qui étaient à l'antenne du 107,7 Souvenirs Garantis, mais le restant de la programmation (9 h à 16 h et durant la nuit) est remplacé par Musique CKOI.
Le 21 février 2011, les stations CJRC-FM Gatineau et CHLN-FM Trois-Rivières passent du réseau Souvenirs Garantis au réseau CKOI. La station CKOY-FM 107,7 en Estrie remplace l'émission matinale de Montréal par une nouvelle émission matinale locale.
Après la clôture de la vente de CFEL de Québec à Leclerc Communication le 30 novembre 2011, la station a continué son affiliation sous la bannière CKOI.
Le 20 juin 2012, Cogeco annonce que les stations CKOI de Sherbrooke, Trois-Rivières et Gatineau passeront d'un format hybride musical-parlé à un format parlé à compter du 20 août.
En août 2015, la seule station CKOI restante en dehors de Montréal (CFEL-FM) 102,1 à Québec, se dissocie du réseau CKOI et devient BLVD 102,1 une station 100 % conçue et animée à Québec.